# 트러블슈팅
트러블슈팅(troubleshooting)은 문제 해결의 일종으로, 망가진 제품, 또는 기계 시스템의 망가진 프로세스를 수리하는 일에 주로 적용된다. 문제 해결을 위해 문제의 원인을 논리적이고 체계적으로 찾는 일이며 제품이나 프로세스의 운영을 재개할 수 있게 한다. 트러블슈팅은 증상 식별에 필수적이다.
일부 계산화된 트러블슈팅 서비스들(예: Primefax, 나중 이름 MAXSERV)은 기반이 되는 문제를 해결하기 위한 가장 높은 가능성을 갖춘 최상위 10개의 해결책을 즉시 표시한다. 기술자는 트러블슈팅 절차를 통해 계속되는 추가 질문을 답변하고 해결책 목록을 좁혀나가는 단계를 밟아나가거나 문제 해결에 도움이 될 해결책을 즉시 구현할 수 있다. 컴퓨터를 이러한 보고서를 사용하여 가장 높은 가능성의 해결책을 갖출 수 있도록 업데이트한다.

## 같이 보기
- 고장률
- 인과관계
- 디버그
- 문제 해결